# Суперкубок Единой лиги ВТБ 2025
Суперкубок Единой лиги ВТБ 2025 — пятый турнир, проводимый Единой лигой ВТБ. Впервые турнир пройдет за пределами России — местом проведения станет Белград. Матчи состоятся на «Белградской арене» с 24 по 25 сентября 2025 года. В нём примут участие 2 лучших команды Единой лиги ВТБ по итогам сезона 2024/2025, а также 2 иностранных клуба: «Дубай» из ОАЭ и «Црвена звезда» из Сербии.